# Eliseo Salazar
Eliseo Salazar Valenzuela, född 14 november 1955 i Santiago, är en chilensk racerförare.
Salazar är den ende chilenske racerföraren som deltagit i formel 1 och är därför fortfarande mycket populär.

## Racingkarriär
Salazar debuterade i formel 1 i March säsongen 1981. Hans bästa placering var en femteplats i en ATS i San Marino 1982. Hans F1-karriär avslutades efter sex lopp för RAM säsongen 1983. Salazar tävlade senare i formel 3000 1986-1987.
Salazar är mest känd för händelsen i Tysklands Grand Prix 1982 när Nelson Piquet skulle varva honom. Piquet, som var i ledningen, blev då påkörd av chilenaren. När båda förarna stigit ur sina bilar gick Piquet fram till Salazar och började slå honom. Det hela var dock över efter ett par sekunder och idag är båda förarna goda vänner, delvis beroende på att Piquet under en fest fick höra från en av sina mekaniker att hans motor ändå inte skulle hållit mer än ett par varv till.
Efter Formel 1 tävlade han i USA i Indycarserien.

## F1-karriär
| Säsong | Stall/Tillverkare      | Poäng | Placering |
| ------ | ---------------------- | ----- | --------- |
| 1981   | March-Ford Ensign-Ford | 0 1   | 18        |
| 1982   | ATS-Ford               | 2     | 22        |
| 1983   | RAM-Ford               | 0     | –         |